# Gyrator
En gyrator er en passiv, lineær, tabsfri, to-port elektrisk netværkselement foreslået i 1948 af Bernard D. H. Tellegen som en hypotetisk femte lineært element efter resistor, kondensator, spole og ideel transformator. 
Gyrators tillader netværk realiseringer af to-(eller-flere)-port enheder som ikke kan realiseres med de konventionelle fire elementer. Gyratorer gør det muligt at lave netværk realiseringer af isolatorer og cirkulatorer.
Tellegen opfandt et kredsløbssymbol for en gyrator og foreslog en antal måder en praktisk gyrator kan laves på.